# Joseph Sun Jigen

Bischöfliches Wappen von Joseph Sun Ji Gen

Joseph Sun Jigen (* 2. August 1967) ist katholischer Bischof des Bistums Daming. Er wird der romtreuen Untergrundkirche zugerechnet.

## Leben
Joseph Sun Jigen trat 1986 in das Priesterseminar von Taming (Handan) ein. Ab 1994 übernahm er dort eine Dozentur und empfing 1995 die Priesterweihe. Er war von 1997 bis 2001 Ordinariatskanzler und von 2001 bis 2005 Generalvikar des Bistums Taming. 2005 wurde er Pfarrer von Yongnian.
Der Heilige Stuhl in Rom ernannte ihn 2007 zum Koadjutor des Bischofs Stephen Yang Xiangtai. Papst Benedikt XVI. ernannte ihn 2011 zum Bischof von Taming. Die Ernennung erfolgte in Abstimmung des Heiligen Stuhls mit den chinesischen Behörden, die jedoch den von Rom nicht autorisierten Joseph Guo Jincai ebenfalls zum Bischof weihen lassen wollten. Joseph Sun Jigen wurde vor der anberaumten Bischofsweihe durch die Staatspolizei festgenommen und nach Freilassung am 21. Juni 2011 im Untergrund mit Wissen Roms durch Stephen Yang Xiangtai zum Bischof geweiht.